# Mörderberg (Calvörde)
Der Mörderberg, früher Mürbeberg genannt, ist eine 116,8 m ü. NHN hohe Erhebung der Calvörder Berge. Er liegt nahe dem Kernort der Gemeinde Calvörde im sachsen-anhaltischen Landkreis Börde.

## Geographie

### Lage
Der Mörderberg erhebt sich im Mittelteil der Calvörder Berge im Calvörder Forst. Er liegt im Süden der Gemarkung von Calvörde zwischen dem Marktflecken Calvörde im Nordosten, Böddensell im Südwesten und Grauingen im Westnordwesten. Nordnordwestlich liegt der Lange Berg (106 m), südlich der Cloridenberg (124,6 m) und westsüdwestlich der Blocksberg (112,9 m). Unweit nordwestlich seines Gipfels verläuft die Landesstraße 25 (Calvörde–Wieglitz) am Mörderberg vorbei.

### Naturräumliche Zuordnung
Der Mörderberg gehört in der naturräumlichen Haupteinheitengruppe Weser-Aller-Flachland (Nr. 62), in der Haupteinheit Ostbraunschweigisches Flachland (624) und in der Untereinheit Obisfelder-Calvörder Endmoränenplatten (624.5) zum Naturraum Calvörder Hügelland (624.53).

## Beschreibung und Geschichte
Der Mörderberg ist von Wald des Calvörder Forsts bedeckt. Wegen des vorhandenen Flugsandes hieß der Berg früher Mürbeberg. Bei Ausgrabungen fand man hier Urnen aus dem 6. Jahrhundert, diese waren in Ringsetzung eingegraben. Untersuchungen ergaben, dass sie von alten Sachsen, die hier siedelten, stammen.